# Günter Drebusch

Günter Drebusch

Günter Drebusch (* 6. Dezember 1925 in Witten, Westfalen; † 3. Januar 1998 in Bochum) war ein deutscher Maler, Zeichner, Grafiker und Vertreter der Abstrakten Kunst sowie des Informel in Deutschland.

## Leben
Nach dem Studium der Pädagogik wurde Günter Drebusch zunächst 1949 Volksschullehrer in Witten und ab 1951 in Ennepetal, bis er 1965 als künstlerischer Lehrer für Zeichnen an die Werkkunstschule Münster berufen wurde. Von 1971 bis 1979 war er Dekan des Fachbereichs Design der Fachhochschule Münster, an der er 1973 zum Professor für Zeichnen und Designtheorie ernannt wurde und bis 1990 lehrte. 1976 veröffentlichte er in der Reihe Heyne Stilkunde eine Arbeit zur Industrie-Architektur, welche „die Baukunst und die Bautechnik um neue Zweckbestimmungen, Gestaltprobleme und Formlösungen“ bereichert.
Als Künstler war Drebusch Autodidakt. Erste Anregungen und Förderung verdankte er seinem Lehrer Peter Emil Noelle, der zwischen 1932 und 1938 und von 1946 bis zu seinem Tode 1953 zugleich Direktor des Märkischen Museums in Witten war. Eine Reihe von Künstlern hatte Noelle zur Auseinandersetzung mit der technischen-industriellen Umwelt des Ruhrgebiets veranlasst und damit auch Drebusch während seiner künstlerischen Anfänge einen wesentlichen Themenkreis erschlossen. Durch Noelle lernte dieser dann um 1950 den Wittener Maler Gustav Deppe und den Sammler Alfred Pott kennen. Deppe war Mitbegründer der Künstlergruppe junger westen, der außer ihm die Maler Thomas Grochowiak, Emil Schumacher, Heinrich Siepmann und Hans Werdehausen sowie der Bildhauer Ernst Hermanns angehörten. Durch die Freundschaft mit Deppe und durch den engen Kontakt mit der Gruppe erfuhr Günter Drebusch wichtige künstlerische Impulse.
Als ordentliches Mitglied des Deutschen Künstlerbundes beteiligte er sich zwischen 1959 und 1984 an insgesamt vierzehn großen Jahresausstellungen; von 1976 bis 1986 war Günter Drebusch Mitglied im DKB-Vorstand.

## Frühwerk

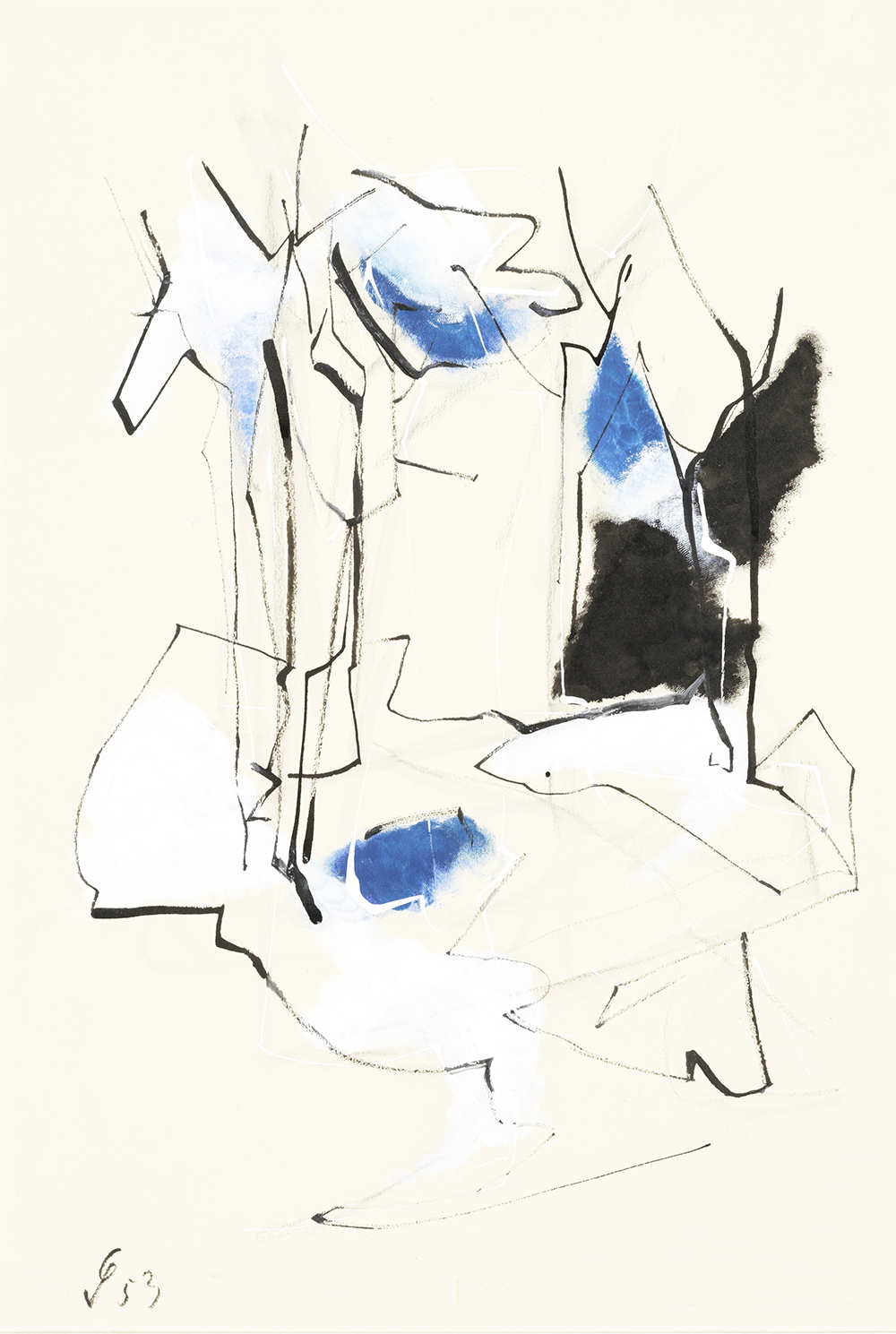
Im Winter, Aquarell, weiße und schwarze Tusche mit Rohrfeder auf Papier, 1953

1954 erfand Drebusch durch Zufall die Zeichentechnik mit Tusche auf Löschkarton, in der – durch eine Besichtigung der Ford-Werke in Köln ausgelöst – in der darauffolgenden Zeit eine Serie linear bestimmter Darstellungen technisch-maschineller Situationen entstand, die 1955 durch flächig strukturierte Zeichnungen phantastischer technoider Gebilde abgelöst wurde. Die Zeit von 1956 bis 1959 in Günter Drebuschs Werk ist von der Beschäftigung mit unterschiedlichen malerischen und zeichnerischen Techniken bestimmt, wobei die Darstellungsweise zusehends ungegenständlicher wurde, um ins Skriptural-Informelle zu münden. Der zeichnerische Stil ist nun von der autonomen Linie gekennzeichnet. Intensive Diskussionen mit seinem Schulfreund, dem Kunstwissenschaftler und Sammler Rolf Linnenkamp, aus Anlass des Auftrages, für diesen die Neue Lombardsbrücke in Hamburg zu malen, führten dazu, dass trotz des zunehmenden Verzichts auf eine gegenstandsbezogene Abbildhaftigkeit assoziativ auf reale Situationen in den Bildern Bezug genommen wurde. Dies gilt auch für eine neuerliche Reihe von Tuschzeichnungen auf Löschkarton, die mit wenigen Ausnahmen Günter Drebusch von 1959 bis 1967 beschäftigte.

### Zeichnungen
In derselben Technik erfand Drebusch im Sommer 1963 die so genannten Wechselbilder, die in den folgenden Jahren zu variablen Ornamentprogrammen weiterentwickelt wurden. Dieser neuartige Bildtyp – in der Kunstwissenschaft inzwischen „Versionismus“ genannt – beruht auf dem Prinzip, dass mehrere gleichformatige Zeichnungen an mehreren oder allen Seiten stets nahtlos aneinanderpassen und so gemeinsam unterschiedliche Versionen bilden können, obwohl sie verschieden aussehen.

### Grafik

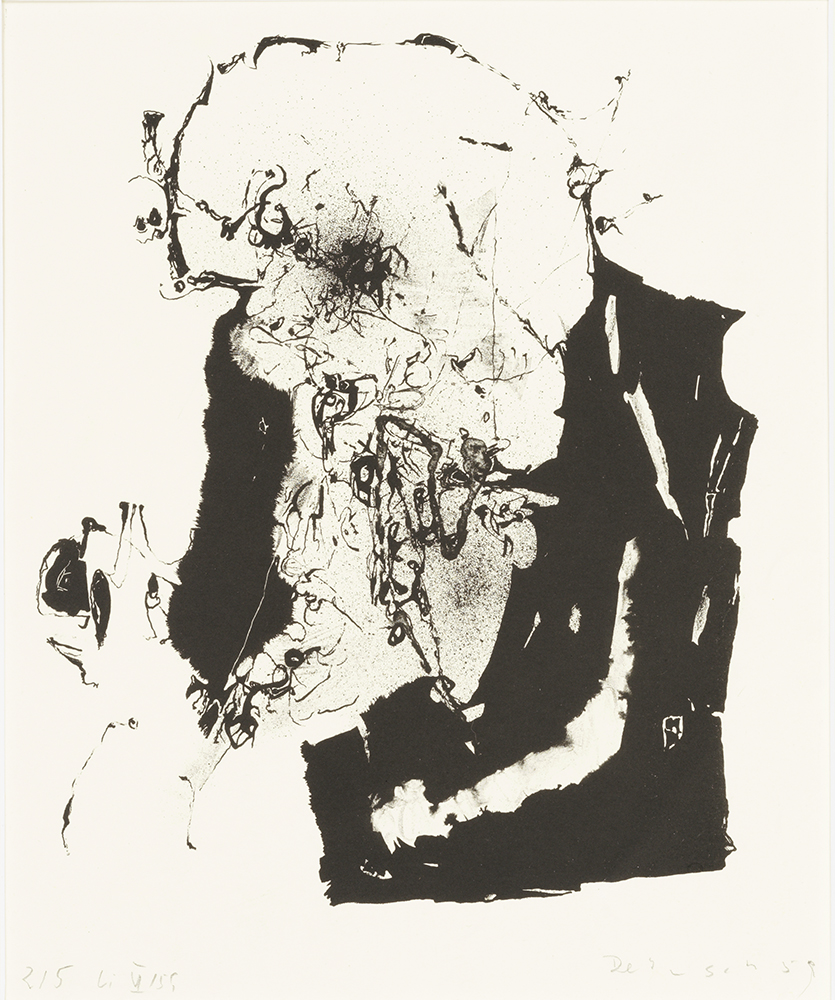
Li VI 59, Lithografie, 1959

Die Druckgraphik Drebuschs, die 1958 einsetzt und die aus Radierungen und Lithographien besteht, folgte anfänglich ebenfalls dem Prinzip der assoziativ ausgelösten Bildaussage in informeller Darstellungsweise. Um 1966 wurde in den Radierungen jedoch die Tendenz zur gegenstandsbezogenen Figuration deutlich. In den folgenden Jahren bis 1980 wurde diese Neigung weiterentwickelt. Bis zu diesem Jahr – dem Erscheinungsjahr des Werkverzeichnisses der Druckgraphik von Drebusch – sind insgesamt 270 Blätter entstanden.
Die so genannten „Umsetzungen“, in denen Günter Drebusch die Werke älterer Meister mit den Mitteln der Zeichnung oder der Radierung bildnerisch interpretierte, verstärkten zunächst die figurative Entwicklung in seinem Œuvre. Dieser weitere wichtige Themenkreis umfasst seit 1962 insgesamt 49 Arbeiten, die sich u. a. an Altdorfer, Botticelli, Brueghel, David, Dürer, Friedrich, Ingres, Leonardo da Vinci, Mantegna oder Velásquez orientieren.

### Objekte

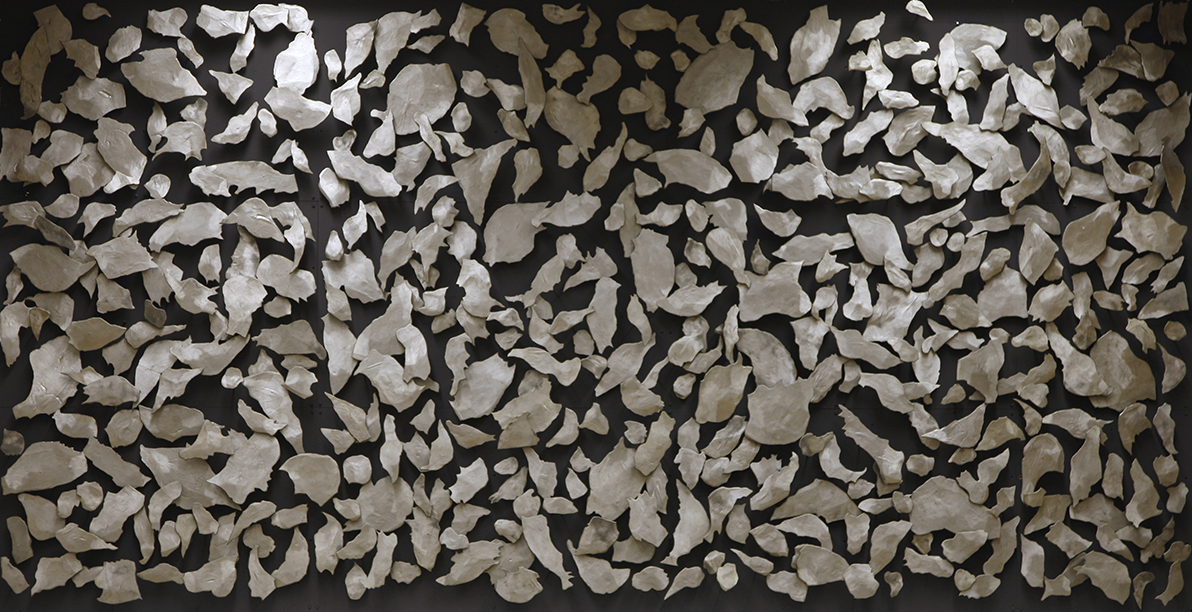
Labyrinthische Tektonik I, Aluminiumguss geschliffen auf Holzwand, 1966/68, Universität Siegen

1967 und 1968 entstanden nur wenige Zeichnungen oder Bilder. Der Künstler realisierte in dieser Zeit zwei Aluminiumreliefs „Labyrinthische Tektonik I und II“ für ein Foyer der heutigen Universität Siegen. Die Auseinandersetzung mit räumlich-plastischen Problemen im Zusammenhang mit diesem Auftrag, sowie Anregungen des Bildhauerfreundes Karl Ehlers, führten ab 1968 zu den Objektkästen. Bleistiftzeichnungen, skulpturale Elemente, Fundstücke und zuweilen auch farbige Stücke wurden darin unter Plexiglashauben zu räumlich-plastischen Gebilden zusammengefasst.

## Spätwerk

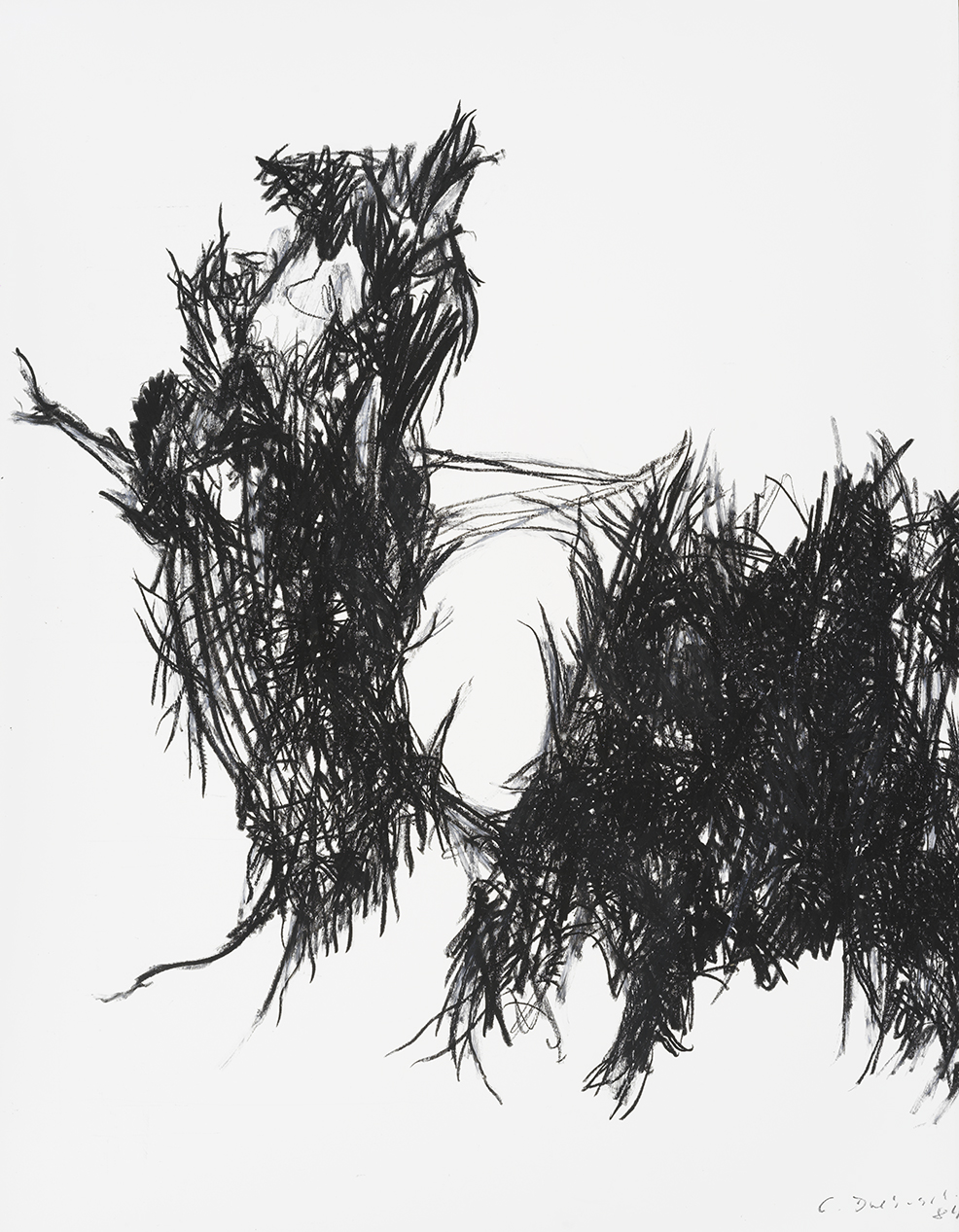
B 1, Ölkreide auf Karton, 1984

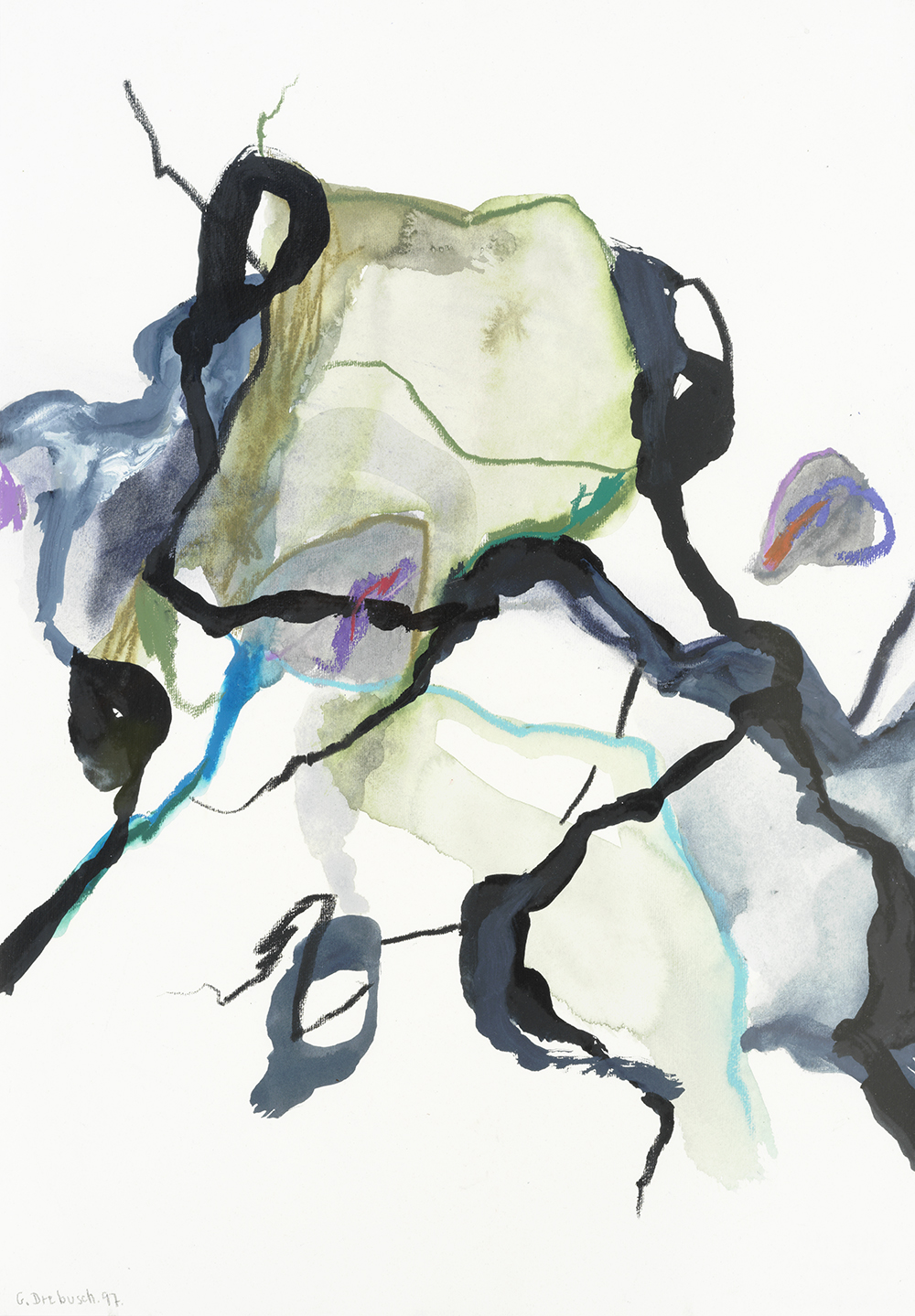
Eisgewächse, Mischtechnik auf Fabriano, 1997

Thematisch standen weiterhin die menschliche Figur, die „Umsetzung“, vereinzelt auch wieder technoide Gebilde und in zunehmendem Maße die Landschaft im Vordergrund von Drebuschs Interesse. Nach einer Reise 1976 in die Berglandschaft des Bieszscady im äußersten Südostpolen wird dann das Landschaftsmotiv beherrschend, wobei die Landschaften sehr reduziert und abstrahiert werden. Die Objektkästen kommen nun seltener vor und werden durch Bleistiftzeichnungen ersetzt.
Ende 1979 entstand das erste Bunkerbild Drebuschs. Diese Serie, die 75 Bilder umfasst und welcher sich der Künstler bis 1986 widmete, bestand zunächst aus Bleistiftzeichnungen, dann aus bemalten, collagierten Zeichnungen und etwa zur zweiten Hälfte aus Collageobjekten, in denen die Farbe wieder ihren Platz fand. Gleichzeitig ist die Serie gekennzeichnet von einer fortschreitenden Entgegenständlichung. Nach einer Pause von zwei Jahren, in der sich Drebusch mit literarischen Arbeiten befasst, setzt 1988 das bildnerische Werk wieder ein. In verwandelter Form knüpft Drebusch an seine informelle Phase der 1950er und 1960er Jahre mit teilweise großformatigen Graphitstiftzeichnung und Aquarellen an.

## Auszeichnungen
Günter Drebusch erhielt fünf Kunstpreise in Deutschland, einen Kunstpreis in Polen und einen Kunstpreis in den USA. Für seine Verdienste um den deutsch-polnischen Kulturaustausch verlieh ihm die Stadt Krakau 1988 ihr Goldenes Ehrenzeichen für kulturelle Tätigkeit.

## Funktionen
Er war Ehrenmitglied des Westdeutschen Künstlerbundes, dessen 1. Vorsitzender er 21 Jahre lang war. Daneben war er Sprecher des Deutschen Kunstrates, stellvertretender Sprecher des Deutschen Kulturrates, langjähriges Vorstandsmitglied des Deutschen Künstlerbundes und der Internationalen Gesellschaft der Bildenden Künste sowie Mitglied der Darmstädter Sezession.
Früh hat sich Günter Drebusch mit kunsttheoretischen und kunstsoziologischen Themen befasst. Seit 1957 entstanden etwa 250 Texte, Katalogvorworte, Vorträge oder Eröffnungsreden, darunter 1976 die erste umfassende Gesamtdarstellung der Industriearchitektur in Deutschland.
Seit dem Jahr 2001 wird der Günter-Drebusch-Preis für junge Künstler im Bereich der Zeichnung von der Stadt Witten verliehen.